# Vita brevis, ars longa, occasio praeceps, experimentum periculosum, iudicium difficile

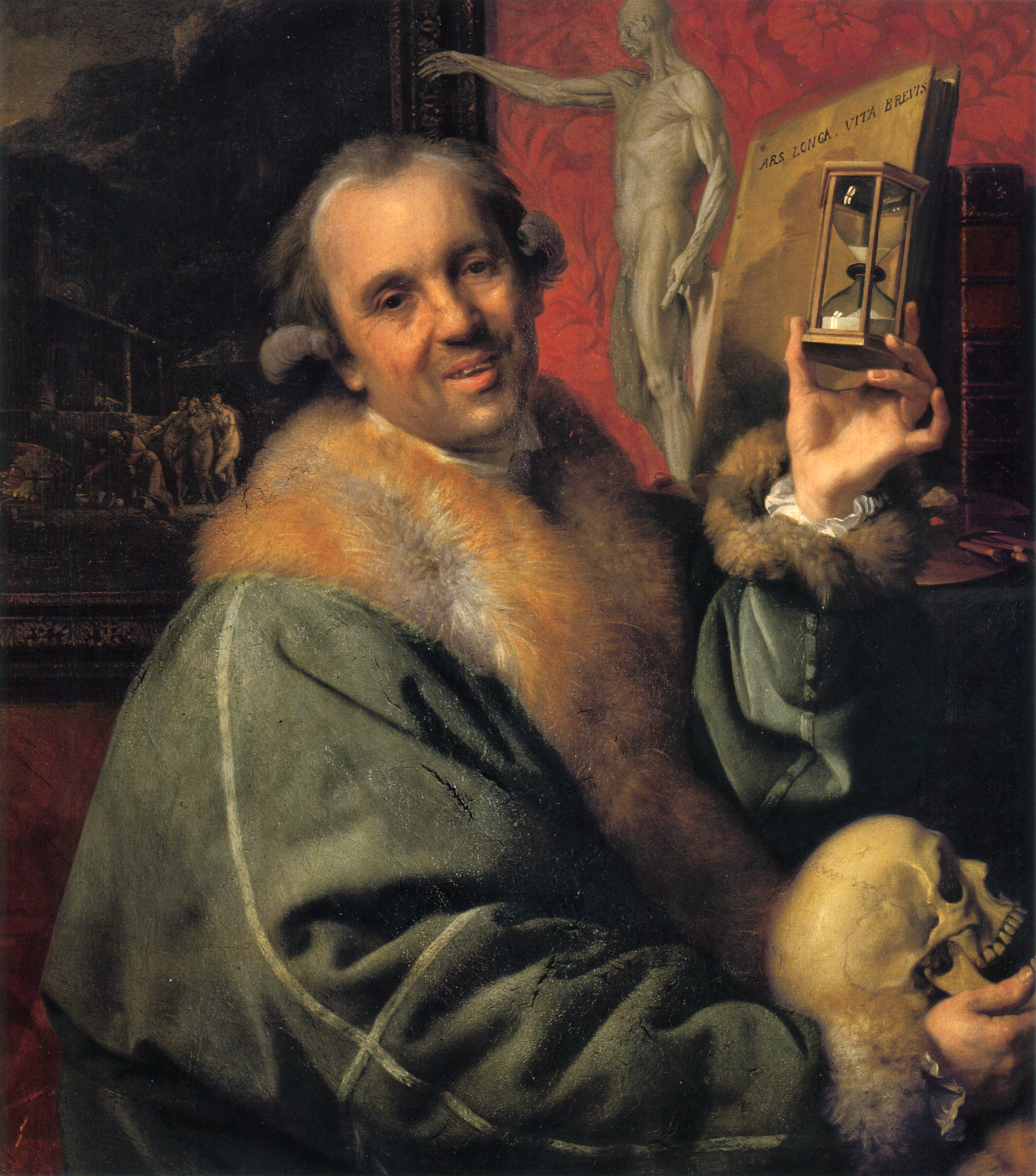
Autoritratto di Johann Zoffany, col motto Ars longa, Vita brevis

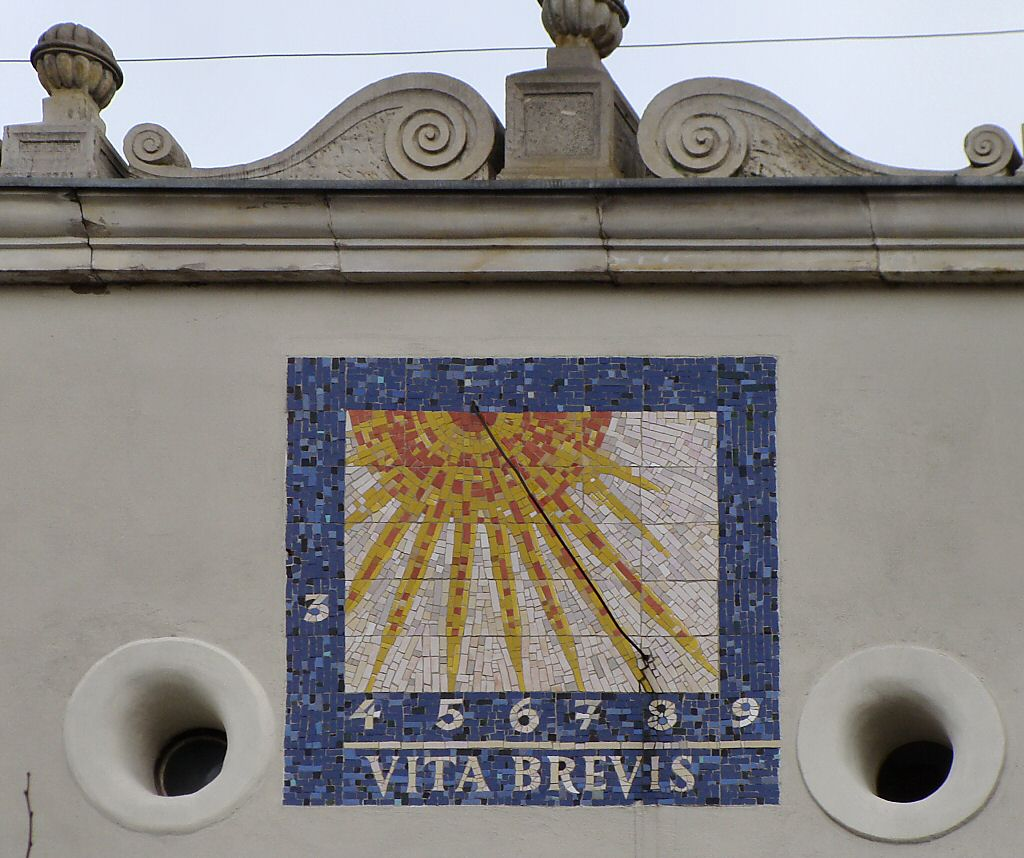
Iscrizione sul castello di Stettino

Vita brevis, ars longa, occasio praeceps, experimentum periculosum, iudicium difficile è una locuzione in lingua latina il cui significato letterale è "la vita è breve, l'arte è lunga, l'occasione fuggevole, l'esperimento pericoloso, il giudizio difficile".
La frase non appartiene alla letteratura latina, ma è una traduzione successiva di un aforisma di Ippocrate di Coo (Aforismi, 1, 1), il cui originale è: 
«Ὁ βίος βραχύς, ἡ δὲ τέχνη μακρή, ὁ δὲ καιρὸς ὀξύς, ἡ δὲ πεῖρα σφαλερή, ἡ δὲ κρίσις χαλεπή»
(Ho bíos brachýs, he de téchne makré, ho de kairós oxýs, he de peîra sphaleré, he de krísis chalepé).
L'aforisma è spesso citato in forma abbreviata Ars longa, vita brevis, con evidente richiamo a Seneca (De brevitate vitae 1, 1): “Inde illa maximi medicorum exclamatio est: «vitam brevem esse, longam artem»” (“Da ciò deriva quella celebre esclamazione del più grande dei medici: «la vita è breve, lunga l'arte»”), anche se il filosofo latino, traducendo, opera il chiasmo, dando rilievo maggiore al contrasto degli aggettivi. 
Si tratta, in ogni caso, di una sintesi di saggezza morale che riunisce in un breve testo alcuni concetti cardine sia della filosofia sia della metodologia ippocratea (sempre attenta a ribadire l'importanza dello studio e la difficoltà dell'analisi diagnostica) sia, più in generale, dell'antichità (la brevità della vita e la fugacità del tempo).
Nella sostanza, il messaggio è questo: in tutte le arti, la vita di un uomo è insufficiente per raggiungere la perfezione, che suppone l'esercizio progressivo di più generazioni.
Seneca, invece, nel riprendere l'aforisma, afferma polemicamente che la brevità non è connaturata in maniera ineluttabile alla vita, ma discende dall'insensatezza dell'uomo che disperde il suo tempo nei mille rivoli di inutili occupazioni.

## Riferimenti
- La frase fu citata anche da Filone Alessandrino (De vita completiva, 47) e da Luciano di Samosata (Hermotimus, 63).
- Un celebre impiego dell'aforisma in questione viene fatto da Goethe nel Faust (1 parte, v. 558-559): "ach Gott! Die Kunst ist lang, / und kurz ist unser Leben" ("O Dio! L'arte è lunga, e breve è la nostra vita"). Questa frase venne detta da Wagner a Mefistofole e ribadisce l'importanza degli aspetti tecnici dell'arte rispetto al discorso di Faust-
- La locuzione viene ripresa anche da Ugo Foscolo nel sonetto Che stai?: "breve è la vita, e lunga è l'arte".
- Da segnalare il proverbio abruzzese L'arte s'ammale, ma n'n ze mòre.
- Ars Longa Vita Brevis è il secondo album del gruppo musicale britannico di Rock progressivo The Nice.